# الرحمانية قبلي
قرية الرحمانية قبلى هي إحدى القرى التابعة لمركز نجع حمادى في محافظة قنا في جمهورية مصر العربية. حسب إحصاءات سنة 2006، بلغ إجمالي السكان في الرحمانية قبلى 18646 نسمة، منهم 9648 رجل و8998 امرأة.